# Sajchan sum (distrikt i Mongoliet, Selenge)
Sajchan sum (mongoliska: Сайхан Сум, Сайхан) är ett distrikt i Mongoliet.   Det ligger i provinsen Selenge, i den centrala delen av landet, 160 km nordväst om huvudstaden Ulan Bator.